# Šternberk
Šternberk (tyska: Sternberg) är en stad i Tjeckien. Den ligger i distriktet Olomouc och regionen Olomouc, i den östra delen av landet, 210 km öster om huvudstaden Prag. Šternberk ligger 280 meter över havet och antalet invånare är 13 551 (2016).
Terrängen runt Šternberk är platt åt nordväst, men åt sydost är den kuperad. Runt Šternberk är det tätbefolkat, med 476 invånare per kvadratkilometer. Närmaste större samhälle är Olomouc, 15,4 km söder om Šternberk. I omgivningarna runt Šternberk växer i huvudsak blandskog.